# Rabenštejnská věž
Rabenštejnská věž (též Rabštejnská věž, Havraní věž) je jedna ze dvou dochovaných hradebních věží ze 14. století, která stojí na okraji historického centra Českých Budějovic.

## Umístění
Stojí na rozcestí ulic Panská a Mlýnská mezi původní vnitřní a vnější městskou hradbou, vsazená k vnitřní (hlavní) hradební zdi. Hradební zdi se v těchto místech nedochovaly, zůstal pouze ochoz. Na konci Mlýnské ulice bývala v hradbách branka k Mlýnské stoce. Karel Pletzer uvádí, že: „Podle tradice tudy byli na konci roku 1505 z města vyhnáni Židé“.
Místo bývalo dříve nazýváno Na Táboře, podle kroniky zde byli 8. června. 1482 pobiti Táborští (táboři). Pokládá se za pravděpodobnější, že spíše došlo k oloupení a vraždě trhovců z Tábora, po nichž byl dům, kde k události došlo, až do roku 1604 označován jako Tábor.

## Charakteristika
16,6 metrů vysoká čtyřpatrová stavba. Podobně jako (s jedinou výjimkou – Rauscher) všechny ostatní hradební věže v Českých Budějovicích má i Rabenštejnská věž obdélníkový půdorys. Vybavení gotickými okny je původní. Oproti některým dalším věžím (např. Manda), u nichž došlo k prolomení oken dodatečně při úpravách prostor k obývání, byla okna namísto střílen přítomna od vzniku stavby. Hrany zpevňuje kamenná armatura, vysoká valbová střecha ukrývá původní krov z období pozdní gotiky. S výjimkou stěny orientované k centru vystupují z konstrukce krovu arkýře na dvou krakorcích. Předpokládá se, že pojmenování má vztah k Wolfgangu Rabensteinovi, mnichu z dominikánského kláštera, ale není známo, zda byl jejím majitelem, obyvatelem nebo donátorem při stavbě.

## Využití
Původní obranný účel byl posílen po rozšíření palných zbraní, kdy se v ní skladoval střelný prach i zbraně samotné. Využití se postupně měnilo a časem převážily vězeňské účely, k nimž věž sloužila do počátku 19 . století. Méně závažné přestupky byly trestané vězněním v patrech, těžší zločinci pykali v přízemní kobce bez oken, tehdy přístupné jen otvorem v podlaze prvního patra. Později ve věži dvakrát týdně prováděl městský lékař zdravotní prohlídky prostitutek.

## Historie a úpravy

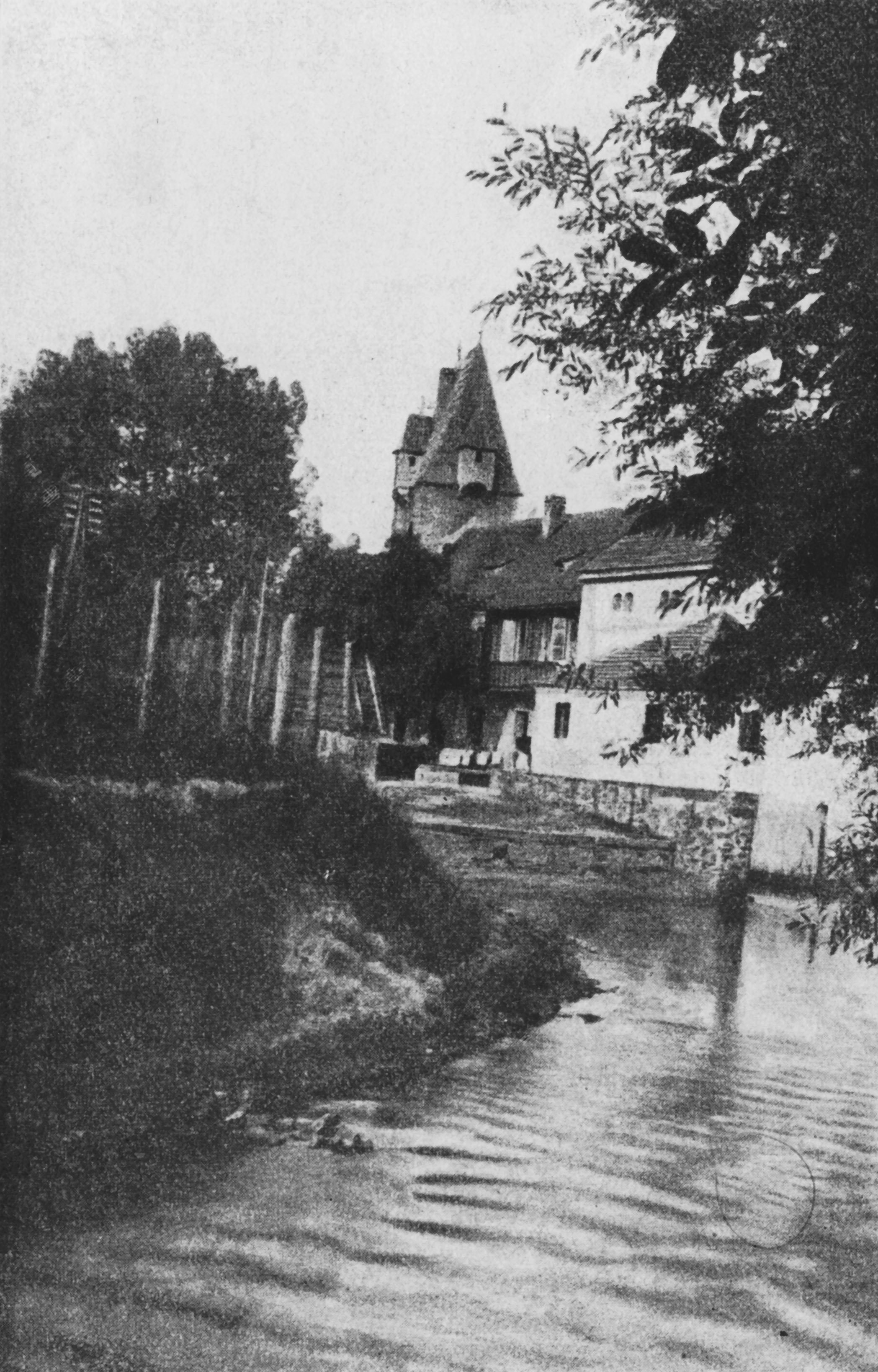
Partie s Mlýnskou stokou na přelomu 19. a 20. století

Původně byla věž přístupná z ochozu na vnitřní straně hradeb ve výši prvního patra. Přízemí i vyšší patra, oddělená plochými trámovými stropy, byla přístupná po vnitřních žebřících. Současnou podobu jí dala pozdně gotická rekonstrukce v roce 1551. Později prošla renezančními úpravami, patrně v souvislosti s explozí střelného prachu roku 1620. V roce 1828 došlo k významné přestavbě interiérů, která jednotlivá patra upravila v byty ve stylu pozdního klasicizmu. Nový vstup byl proražen z Panské ulice a přízemí zaklenuto. V roce 1903 kritizoval českobudějovický list Budivoj, že stavební úřad povolil na věž přistavět vysoký „cihlový komín jako na nějaké tovární budově“. Novodobá rekonstrukce proběhla v roce 2000.

## Současnost
V současnosti se zde nachází kulturní centrum, galerie a design shop Rabenštejnská, který provozuje spolek Umění ve městě. V únoru 2020 oznámil spolek Umění ve městě, že město schválilo pronájem věže ve výši 8000 Kč měsíčně pro nekomerční účely. Spolek ve věži otevřel design shop se zaměřením na tvorbu českých umělců a designerů, v přízemí pořádá autorské výstavy větších formátů, v horním patře se pořádají semináře a besedy, ve věži se nachází minigalerie a dílny (tiskařský lis, pec na keramiku a porcelán, ateliér 3D tisku). Podařilo se zrušit parkoviště pod věží a proměnit plochu v menší náměstí, odkud je možné promítat na stěnu věže a kde se pravidelně pořádají koncerty a další kulturní akce.